# Stankervision
 Stankervision es un programa de comedia, creado por Waco O'Guin y  Roger Black, que salió al aire en MTV2. Se estrenó el 8 de julio 2005 como parte de "el canal de Sic 'Em viernes" bloque de programación. Stankervision es una versión reenvasado de "El DAMN! Show", un espectáculo de comedia que se creó en Atenas, Georgia en 1998.  Yucko el payaso aparece en la serie.

## Humor Extremo
bocetos Stankervision siguen un formato similar a las de  Jackass y The Howard Stern Show, en que el punto es empujar los límites del humor. Entre los bocetos son regulares Yucko El payaso se acerca o a la gente en la calle y los insulta a ellos (a menudo añadiendo malas palabras y los gestos obscenos),otros que empiezan a actuar como "normal" mimos, volviendo después a la conducta violenta (un boceto como, por ejemplo, tiene un mimo hacer un retiro de un cajero automático, sólo para ser sostenido y «tiro»: por un mimo en segundo lugar, que a su vez es abordado por dos «policía» y mimos sin igual - en la vista de todos del público), y "Querido Stankervision ', donde las preguntas se plantean a los creadores, Waco y Roger (una de esas cartas" se pregunta cómo laxante  de trabajo, que es seguido por actores vestidos con trajes que muestra los efectos de tomar pastillas para aliviar la congestión).
Stankervision también cuenta con algunos dibujos animados, pero en estilo Stankervision. Una caricatura como regular es sobre las aventuras de  "El Koala Ebrio", que fue creado por Waco O'Guin en 1993 y se presenta como " Su Marsupial Favorito Que Come eucalipto y el Koala Responde "Eucalipto? Puedes lamer esto, mientras señala a su entrepierna.
Algunos bocetos de Stankervision se utilizan simplemente para el valor de choque o para el humor crudo. Un ejemplo del tipo de shock humor que utilizan es que se visten como Waco Jesús con  manos ensangrentadas entra en una tienda, gritando constantemente en un tono alto, deteniéndose sólo para pedirle al secretario, " Oye, ¿tienes una curita? ", y después continuar a gritar. Un ejemplo del humor crudo estaría teniendo Waco vestido con un traje completo el tamaño del pene deambulando por las calles.

## Cancelación
El 7 de octubre de 2005, Howard Stern anunció en su programa de radio que Stankervision no fue recogido por una segunda temporada por MTV. Miembro del Elenco Yucko el payaso correo electrónico confirmando Stern, afirmando que el programa tenía las calificaciones más altas para ese bloque de tiempo en MTV2 y no estaba seguro de por qué el programa no fue recogido por una segunda temporada.
El 26 de enero de 2006, que figura en Yucko [Stern [Sirius Satellite Radio | canal Sirio]] (en el programa posterior a la función de síntesis) que el show había sido cancelado porque no de su contenido, pero los problemas con los patrocinadores.

## Actores
- Roger Black
- Greg Epps
- Waco O'Guin
- Papa Zac